# Nagarkurnool
Nagarkurnool es una ciudad censal situada en el distrito de Nagarkurnool en el estado de Telangana (India). Su población es de 26801 habitantes (2011).

## Demografía
Según el censo de 2011 la población de Nagarkurnool era de 26801 habitantes, de los cuales 13434 eran hombres y 13367 eran mujeres. Nagarkurnool tiene una tasa media de alfabetización del 80,05%, superior a la media estatal del 67,02%: la alfabetización masculina es del 87,72%, y la alfabetización femenina del 72,42%.